# Escariche
Escariche è un comune spagnolo di 187 abitanti situato nella comunità autonoma di Castiglia-La Mancia.